# Rachael Flatt
Rachael Elizabeth Flatt (Del Mar, 21 juli 1992) is een Amerikaans voormalig kunstschaatsster. Flatt, in 2008 wereldkampioene bij de junioren, nam deel aan de Olympische Winterspelen 2010 in Vancouver. Daar eindigde ze op de zevende plaats.

## Biografie
Rachael – soms ook geschreven als Rachel – Flatt werd als enig kind geboren op 21 juli 1992 in het Amerikaanse Del Mar. Ze begon op vierjarige leeftijd met schaatsen. Van 2001 tot 2004 was ze samen met Andrew Speroff actief in het paarrijden. De twaalfjarige Flatt won in 2005 de nationale kampioenschappen voor de novice, maar was drie weken te jong om te mogen deelnemen aan de internationale wedstrijden voor junioren. Ze maakte, op uitnodiging, haar internationale debuut bij de 2005 Triglav Trophy.
Bij haar enige deelname aan de WK kunstschaatsen voor junioren, de WK 2008, won ze de gouden medaille. Flatt wist zich te kwalificeren voor de Olympische Winterspelen 2010 in Vancouver en eindigde daar als zevende. Een week voor haar deelname aan de WK 2011 werd een stressfractuur in haar rechterscheenbeen geconstateerd. Haar coach stuurde haar toch, in plaats van haar vervangster Mirai Nagasu, naar de kampioenschappen. Ze behaalde er een teleurstellende twaalfde plaats. Na afloop kreeg Flatt een reprimande en een boete voor het niet houden aan de afspraken. Ze stapte na dit incident over naar een andere coach en richtte zich op haar studie. Na een mislukte terugkeer in 2014 stopte ze definitief met het competitief schaatsen.

## Privé
Flatt trouwde op 1 augustus 2020 met Eric Iwashita.

## Belangrijke resultaten
| Kampioenschap                | 05/06  | 06/07 | 07/08  | 08/09         | 09/10         | 10/11         | 11/12         | 12/13         | 13/14         |
| ---------------------------- | ------ | ----- | ------ | ------------- | ------------- | ------------- | ------------- | ------------- | ------------- |
| Olympische Spelen            |        |       |        |               | 7e            |               |               |               |               |
| Wereldkampioenschap          |        |       |        | 5e            | 9e            | 12e           |               |               |               |
| Viercontinentenkampioenschap |        |       |        | 7e            |               | 4e            |               |               |               |
| Grand Prix-finale            |        |       |        |               |               | 6e            |               |               |               |
| Nationaal kampioenschap      |        | 5e    | Zilver | Zilver        | Goud          | Zilver        | 6e            | t.z.t.        | 18e           |
| WK junioren                  |        |       | Goud   | geen deelname | geen deelname | geen deelname | geen deelname | geen deelname | geen deelname |
| Junior Grand Prix-finale     |        |       | Zilver | geen deelname | geen deelname | geen deelname | geen deelname | geen deelname | geen deelname |
| NK junioren                  | Zilver |       |        | geen deelname | geen deelname | geen deelname | geen deelname | geen deelname | geen deelname |

t.z.t. = trok zich terug